# Bécan (humaniste)
Pour les articles homonymes, voir Becan et Gorp.
Bécan, de son nom latinisé complet Johannes Goropius Becanus, né Jan Gerartsen van Gorp à  Gorp, 23 juin 1519 et mort à Maastricht, 28 juin 1572, est un humaniste et médecin qui a publié nombre de livres remarquables, comme les Origines Antwerpianae (Les origines d'Anvers) et le Hiëroglyphica.
Son nom latinisé est dérivé de son hameau natal de Gorp et du village de Beek (aujourd'hui Hilvarenbeek) auquel appartient le hameau, aux Pays-Bas.

## Biographie
Jan Gerartsen van Gorp étudie la philosophie et la médecine à Louvain. D'une grande réputation comme médecin, il est appelé à la Cour par l'empereur Charles Quint. En 1554, il est à Anvers avec le titre de Médecin de la Ville. Il est ensuite nommé médecin personnel de Philippe II d'Espagne. Ses recherches scientifiques s'étendent à plusieurs domaines, comme les mathématiques et les langues classiques. Il est un des éditeurs de la Biblia polyglotta de Plantin, l'édition scientifique de la Bible la plus importante de son temps. On connaît de lui des poèmes en latin, des publications historiques et linguistiques. Il meurt à Maastricht, où il avait été appelé par le duc de Medinaceli. Son tombeau se trouverait dans l'église des Cordeliers (église des Franciscains, sise rue Saint-Pierre) à Maastricht, où on peut encore voir l'épitaphe.

## Origines Antwerpianae et Hieroglyphica
Bécan affirmait que la langue cimbrique ou flamande était la langue d’Adam. Selon ses théories, toutes les langues trouveraient leur origine dans la confusion des langues biblique. Seuls les descendants de Gomère, fils de Japhet, fils de Noé qui n'avait pas participé à la construction de la Tour, auraient conservé la connaissance de la langue originelle, et les Anversois en seraient les descendants. L'anversois serait donc une évolution de cette langue originelle.
La preuve goropienne de cette thèse consiste à remarquer que les mots de la langue cimbrique sont plus courts que ceux des autres langues (ce qui n'est pas prouvé), et qu'une langue simple doit nécessairement être plus ancienne qu'une langue compliquée. La thèse prend aussi la forme d'une longue liste qui compare des mots de la Bible, et d'autres, avec des mots ou fragments de mots d'origine cimbriques (flamandes, brabançonnes ou néerlandaises).
Convaincu de sa méthode linguistique, Bécan continua dans son œuvre Hieroglyphica (publiée à titre posthume) à prouver que l'égyptien hiéroglyphique représentait la langue brabançonne, même si sa thèse était sans réponse aux critiques des Origines.

## Goropiser

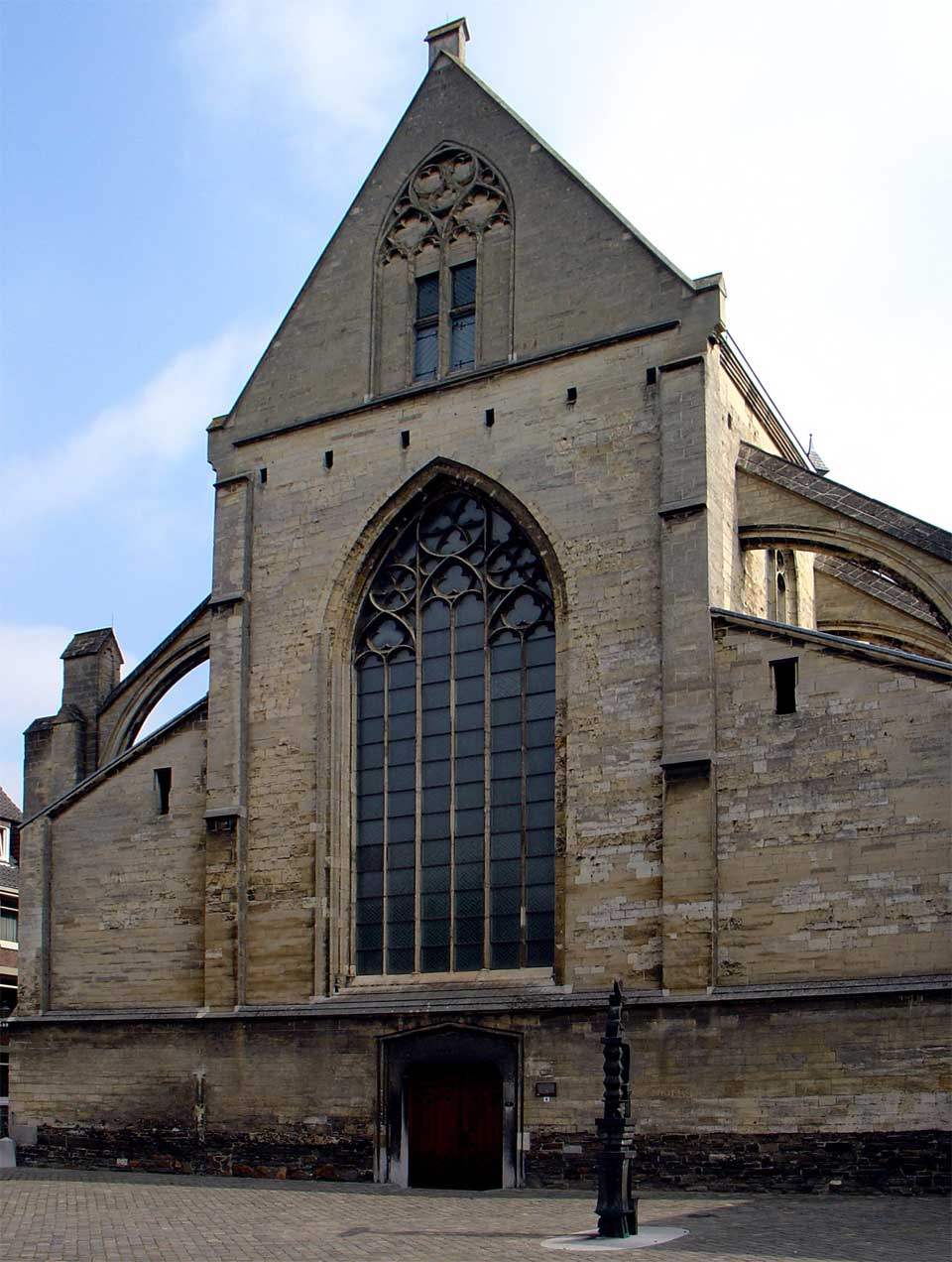
L'église des Cordeliers (Minderbroederskerk ou Franciskanerkerk) à Maastricht, où l'on trouve encore son épitaphe.

Un choix judicieux de mots, des distorsions et tours de passe-passe étymologiques, une énorme érudition et un effort de recherche ne purent cacher le ridicule de cette théorie et de sa méthode. Le cartographe Ortelius et l'éditeur savant Christophe Plantin furent parmi ses partisans. Juste Lipse et Hugo de Groot — eux aussi d'ailleurs amateurs de linguistique un peu loufoque — rejetaient ses théories. Le savant Scaliger écrivit de ces théories « Jamais je n'ai lu plus grandes bêtises. »
Le philosophe et mathématicien Gottfried Wilhelm Leibniz invente le mot « goropiser » pour désigner l'invention de fausses étymologies complètement ridicules.
Néanmoins, à cette époque, des méthodes et théories comme celle de Bécan n'étaient pas rares — par exemple celles d'un autre savant, le bailli Adrianus Schrieckius qui prétendait dans Van t’beghin der eerster volcken van Europen que la civilisation des Celtes était plus ancienne que celle des Grecs et des Romains.